# 群馬県道274号沼田停車場線
群馬県道274号沼田停車場線（ぐんまけんどう 274ごう ぬまたていしゃじょうせん）は、群馬県沼田市の沼田停車場から下之町までを結ぶ県道である。

## 路線データ
- 起点：沼田停車場[1]（沼田市清水町）
- 終点：沼田市下之町字滝棚890番の1[1]（国道120号交点〈下之町交差点〉）

## 歴史
- 1959年（昭和34年）9月18日：群馬県より現・道路法に基づき、県道沼田停車場線（沼田停車場 - 二級国道日光沼田線交点〈沼田市下之町〉、整理番号13）が路線認定される[2]。
  - 同時に、前身路線にあたる旧・県道沼田停車場線（沼田市 - 沼田停車場、整理番号29）が路線廃止される[3]。

## 地理

### 通過する自治体
- 群馬県
  - 沼田市

### 交差する道路
- 群馬県道262号沼田停車場薄根線：沼田市清水町 - 榛名町（重複区間）
- 国道120号、群馬県道269号戸鹿野下之町線：沼田市下之町（終点、下之町交差点）